# 旗之台
旗之台（日语：／ Hatanodai */?）是東京都品川區的地名。現行行政地名為旗之台一丁目至旗之台六丁目。2013年8月1日為止的人口有15,261人。郵遞區號142-0064。

## 地理
位於品川區西南部。北鄰小山、荏原、西中延、目黑區洗足。東接中延。南連大田區北馬込。西南部至西部接大田區上池台、南千束、北千束。町域內有中原街道、東急池上線與東急大井町線通過。中原街道沿線高樓林立，車站周邊為商店街，其他地區為住宅區。一丁目有昭和大學及昭和大學醫院。

## 歷史
古時為中延村字旗岡。
- 1889年（明治22年）：「市制町村制」施行，為平塚村大字中延。
- 1926年（大正15年）：為平塚町大字中延。
- 1927年（昭和2年）：平塚町改稱荏原町。
- 1932年（昭和7年）：荏原區成立，為荏原區中延町、
- 1941年（昭和16年）：中延町分為中延一～五丁目、東中延一～四丁目、西中延一～五丁目、荏原六丁目、小山四～五、八丁目。
- 1965年（昭和40年）：實施新住居表示，西中延三～五丁目、小山八丁目、平塚七～八丁目全部與平塚六丁目大部分合併為現行的旗之台。

### 地名由來
平安時代，源賴信前往下總國（現在的千葉縣）平定平忠常之亂時，在此地向八幡神祈求勝利（現在的旗岡八幡神社），豎起源氏的白旗而得名。

## 交通
町內有東急大井町線與東急池上線的旗之台站。東部方面可利用鄰近的東急大井町線荏原町站，南部方面可利用鄰近的東急池上線長原站。

## 設施
- 昭和大學
  - 昭和大學醫學部附屬看護學校
  - 昭和大學醫院
- 香蘭女學校中等科、高等科
- 文教大學附屬中學校、高等學校
- 品川區立清水台小學校
- 品川區立第二延山小學校
- 品川區立荏原第五中學校
- 品川區立旗台小學校
- 旗岡八幡神社
- 法蓮寺

## 備註
1. ↑  .   [2013年8月7日]. （原始内容存档于2014年2月23日）.
2. ↑   (PDF).   [2013-08-08]. （原始内容存档 (PDF)于2013-06-25）.